# Sela pri Ajdovcu
Sela pri Ajdovcu este o localitate din comuna Žužemberk, Slovenia, cu o populație de 12 locuitori.